# Sport Club Marsala 1968-1969
Questa pagina raccoglie i dati riguardanti lo Sport Club Marsala nelle competizioni ufficiali della stagione 1968-1969.

## Stagione
Nella stagione 1968-1969 il Marsala disputò il campionato di Serie C raggiungendo il 18º posto a pari merito con il Nardò e retrocedendo in serie D.

## Divise
I colori sociali dello Sport Club Marsala sono l'azzurro ed il bianco.
| Casa | Trasferta |

## Rosa
| N. |                   | Ruolo | Calciatore           |
| -- | ----------------- | ----- | -------------------- |
|    | Italia (bandiera) | A     | Arbitrio             |
|    | Italia (bandiera) | P     | Asaro                |
|    | Italia (bandiera) |       | Baldisseri           |
|    | Italia (bandiera) | A     | Francesco Bertolazzi |
|    | Italia (bandiera) | P     | Romeo Bisi           |
|    | Italia (bandiera) |       | Bornice              |
|    | Italia (bandiera) |       | Burberi              |
|    | Italia (bandiera) | A     | Enrico Caruso        |
|    | Italia (bandiera) | P     | Coppola              |
|    | Italia (bandiera) |       | Crimi                |
|    | Italia (bandiera) | A     | Tiziano Frieri       |

| N. |                   | Ruolo | Calciatore          |
| -- | ----------------- | ----- | ------------------- |
|    | Italia (bandiera) | D     | Alberto Missio      |
|    | Italia (bandiera) |       | Moretti             |
|    | Italia (bandiera) | D     | Luigi Ortolani      |
|    | Italia (bandiera) | D     | Antonino Palermo    |
|    | Italia (bandiera) | C     | Gilberto Paolinelli |
|    | Italia (bandiera) | C     | Mauro Porri         |
|    | Italia (bandiera) | A     | Mario Possamai      |
|    | Italia (bandiera) | A     | Nicola Raccuglia    |
|    | Italia (bandiera) | C     | Roberto Santunione  |
|    | Italia (bandiera) | C     | Salvatore Sgarbanti |
|    | Italia (bandiera) |       | Squarcialupi        |

## Risultati

### Serie C

#### Girone di andata
| Salerno 1968 1ª giornata | Salernitana | 0 – 1 | Marsala | Stadio Vestuti |

| Nardò 1968 2ª giornata | Nardò | 1 – 0 | Marsala | Stadio Comunale |

| Marsala 1968 3ª giornata | Marsala | 0 – 0 | Barletta | Stadio Municipale |

| Marsala 1968 4ª giornata | Marsala | 1 – 1 | Pescara | Stadio Municipale |

| Trapani 1968 5ª giornata                               | Trapani   | 2 – 1 | Marsala | Stadio Polisportivo Provinciale |
| \| \| \| \| \| Roscini Tomiet \| Marcatori \| Porri \| |           |       |         |                                 |
|                                                        |           |       |         |                                 |
| Roscini Tomiet                                         | Marcatori | Porri |         |                                 |

| Catania 1968 6ª giornata | Massiminiana | 4 – 1 | Marsala | Stadio Cibali |

| Marsala 1968 7ª giornata | Marsala | 2 – 2 | Messina | Stadio Municipale |

| L'Aquila 1968 8ª giornata | L'Aquila | 1 – 0 | Marsala | Stadio Comunale |

| Chieti 1968 9ª giornata | Chieti | 2 – 1 | Marsala | Stadio Angelini |

| Marsala 1968 10ª giornata | Marsala | 1 – 0 | Potenza | Stadio Municipale |

| Marsala 1968 11ª giornata | Marsala | 0 – 0 | Brindisi | Stadio Municipale |

| Lecce 1968 12ª giornata | Lecce | 3 – 0 | Marsala | Stadio Comunale |

| Marsala 1968 13ª giornata | Marsala | 2 – 1 | Internapoli | Stadio Municipale |

| Marsala 1968 14ª giornata | Marsala | 1 – 1 | Cosenza | Stadio Municipale |

| Caserta 1968 15ª giornata | Casertana | 5 – 0 | Marsala | Stadio Pinto |

| Marsala 1968 16ª giornata | Marsala | 1 – 0 | Crotone | Stadio Municipale |

| Avellino 1968 17ª giornata | Avellino | 3 – 0 | Marsala | Stadio Comunale |

| Marsala 1968 18ª giornata | Marsala | 1 – 1 | Matera | Stadio Municipale |

| 1968 19ª giornata |  | – |  |  |